# Gouabo
Gouabo est un village situé dans le district des Lagunes dans le Sud de la Côte d'Ivoire. Il s'agit d'une localité rurale appartenant au département d'Agboville dans la région d'Agnéby-Tiassa.